# Jądro środkowe autonomiczne
Jądro środkowe autonomiczne (ang. central autonomic area, łac. nucleus intercalatus pars paraependymalis) – zgromadzenie istoty szarej leżącej grzbietowo-bocznie względem kanału środkowego. Znajdują się w nim ciała neuronów przedzwojowych układu współczulnego.